# Indosiar
Indosiar (Indosiar Visual Mandiri) é uma rede de televisão indonésia.